# Камилу, Тиагу
Тиа́гу Энри́ке ди Оливе́йра Ками́лу (порт. Tiago Henrique de Oliveira Camilo; род. 24 мая 1982, Бастус, Сан-Паулу) — бразильский дзюдоист, серебряный призёр Олимпийских игр 2000 года, бронзовый медалист Олимпийских игр 2008 года, чемпион мира по дзюдо.

## Спортивная биография
В 2000 году в возрасте 18 лет дебютировал на летних Олимпийских играх, проходивших в Сиднее. До финала бразильский спортсмен дошёл, одержав 4 победы, из которых 3 были завоёваны иппоном. В финале молодому бразильцу противостоял итальянец Джузеппе Маддалони. Тиагу Камилу ничего не смог противопоставить более опытному сопернику. Маддалони потребовалось всего 3:25, чтобы одержать чистую победу. Тиагу Камилу стал обладателем серебряной медали Олимпийских игр.
После успеха на Олимпийских играх Камилу 4 года не выступал на крупных международных турнирах. Вернувшись в профессиональный спорт бразилец сменил весовую категорию, став выступать в соревнованиях до 81 кг, иногда принимая участие в категории до 90 кг. Именно в более тяжёлом весе Тиагу Камилу добился первого крупного успеха после возвращения. В 2007 году он стал победителем Панамериканских игр в Рио-де-Жанейро. Спустя три месяца в том же городе Тиагу Камилу покорился ещё один титул. Бразилец стал чемпионом мира в категории до 81 кг.
На Олимпийских играх 2008 года в Пекине Тиагу Камилу выступал в категории до 81 кг. В четвертьфинале олимпийского турнира Камилу потерпел поражение от будущего чемпиона Оле Бишофа и попал в утешительный раунд. В борьбе за бронзу Тиагу одержал три победы и стал обладателем ещё одной олимпийской медали.
После игр в Пекине бразильский спортсмен окончательно перешёл в категорию до 90 кг, в которой и намерен отобраться на Олимпийские игры 2012 года в Лондон.